# 塞萨洛尼基马其顿国际机场
塞萨洛尼基“马其顿”国际机场（希臘語：Κρατικός Αερολιμένας Θεσσαλονίκης "Μακεδονία"）是希腊共和国第二大城市塞萨洛尼基的国际机场。